# Marcel Bernard

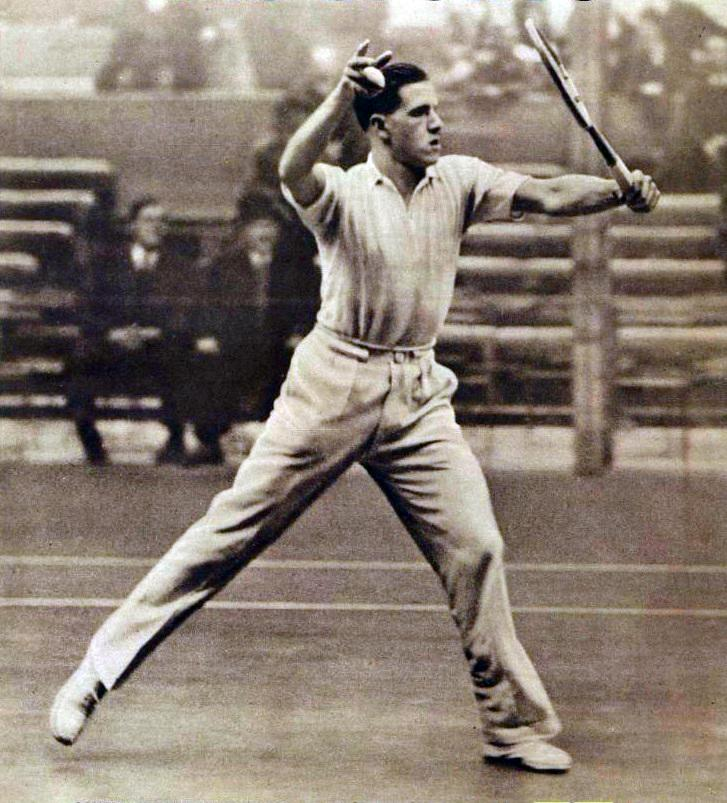
Bernard em 1934

Marcel Bernard (La Madeleine, 18 de maio de 1914 - Paris - 29 de abril de 1994) foi um tenista profissional francês.

## Grand Slam finais

### Simples: 1 título
| Resultado | Ano  | Campeonato    | Oponente        | Placar                  |
| Campeão   | 1946 | Roland Garros | Jaroslav Drobný | 3–6, 2–6, 6–1, 6–4, 6–3 |

### Duplas: 2 títulos, 1 vice
| Resultado | Ano  | Campeonato    | Parceiro          | Oponentes                    | Placar                   |
| Vice      | 1932 | Roland Garros | Christian Boussus | Jacques Brugnon Henri Cochet | 4–6, 6–3, 5–7, 3–6       |
| Campeão   | 1936 | Roland Garros | Jean Borotra      | Pat Hughes Charles Tuckey    | 6–2, 3–6, 9–7, 6–1       |
| Campeão   | 1946 | Roland Garros | Yvon Petra        | Enrique Morea Pancho Segura  | 7–5, 6–3, 0–6, 1–6, 10–8 |

### Duplas Mistas: 2 títulos
| Resultado | Ano  | Campeonato    | Parceira      | Oponentes                          | Placar        |
| Campeão   | 1935 | Roland Garros | Lolette Payot | Sylvie Jung Henrotin Martin Legeay | 4–6, 6–2, 6–4 |
| Campeão   | 1936 | Roland Garros | Billie Yorke  | Sylvie Jung Henrotin Martin Legeay | 7–5, 6–8, 6–3 |